# ونوس تپه سرآب

ونوس تپهٔ سرآب کرمانشاه.

ونوس تپه سرآب نامی قراردادی برای پیکرک گلی الهه‌ای است که در تپه سرآب ۱ در کرمانشاه به دست آمده‌است. این پیکره مربوط به عصر نوسنگی است و هم‌اکنون در موزه ایران باستان نگهداری می‌شود. قدمت این پیکره حدود شش هزار سال پیش از میلاد تخمین زده شده‌است. این پیکرک گلی پنج و نیم سانتیمتر ارتفاع دارد و زنی را نشان می‌دهد که در حالت نشسته پاهای خود را دراز کرده‌است.
تپه سرآب در سال ۶۰-۱۹۵۹ با هدایت رابرت برایدوود باستان‌شناس و انسان‌شناس آمریکایی بررسی و حفاری شد.
ملکه ملک‌زاده بیانی مجسمۀ کوچک ایزدبانوی تپۀ سرآب را نمایانگر پرستش الهۀ مادر باروری و کشاورزی در ۶ هزار سال پیش از میلاد مسیح دانسته و می‌گوید نقوش مشابه با این ایزدبانو در هزارۀ چهارم قبل از میلاد رو به فزونی نهاده‌است.